# Cruzeiro do Oeste
Cruzeiro do Oeste este un oraș în Paraná (PR), Brazilia.